# NGC 914
NGC 914 est une vaste galaxie spirale située dans la constellation d'Andromède. NGC 914 a été découverte par l'astronome français Édouard Stephan en 1878.

## Caractéristiques
Sa vitesse par rapport au fond diffus cosmologique est de 5 325 ± 15 km/s, ce qui correspond à une distance de Hubble de 78,5 ± 5,5 Mpc (∼256 millions d'al).
À ce jour, neuf mesures non basées sur le décalage vers le rouge (redshift) donnent une distance de 79,733 ± 5,013 Mpc (∼260 millions d'al), ce qui est à l'intérieur des valeurs de la distance de Hubble.
La classe de luminosité de NGC 914 est III et elle présente une large raie HI. Selon la base de données Simbad, NGC 914 est une radiogalaxie.